# Lao Skyway
Lao Air es una aerolínea con base en Vientián, Laos. La aerolínea efectúa vuelos regulares y chárter a aeródromos del país no servidos por la aerolínea nacional Lao Airlines.

## Historia
La aerolínea fue fundada y comenzó a operar en 2002.

## Destinos
En febrero de 2009, Lao Air opera vuelos regulares a los siguientes destinos:
Laos
- Vientián (Aeropuerto Internacional Wattay)
- Samneua
- Phongsaly
- Xayabouly

## Flota
En febrero de 2009, la flota de Lao Airlines incluye los siguientes aviones:
- Cessna 208 (usado para todos los vuelos regulares)
- Mil Mi–17V1
- Mil Mi–8T
- Eurocopter AS350 BA